# Kostel svatého Mikuláše (Oslavany)
Kostel svatého Mikuláše je římskokatolický chrám ve městě Oslavany v okrese Brno-venkov. Je chráněn jako kulturní památka. Je farním kostelem oslavanské farnosti.

## Historie
První zmínka o kostele v Oslavanech pochází z roku 1320. Zřejmě v 60. nebo 70. letech 16. století byla k severní straně chrámu přistavěna renesanční kaple svatého Jana Křtitele. K rozšíření kostela došlo v letech 1679 a 1680, kdy byla loď prodloužena západním směrem, na její severní straně také vznikla věž a dosud dochovaná sakristie. Do současné barokní podoby byl chrám přestavěn v letech 1770–1796. Nejprve bylo postaveno nové kněžiště, kde byly provizorně konány bohoslužby, následovalo zboření původní věže. Severní a jižní zdivo lodi využito pro novou delší loď, k jejímuž západnímu průčelí byla přistavěna hranolová věž.

## Hřbitov
U kostela se nachází hřbitov s pohřební kaplí, kaplí sv. Barbory, pomníkem padlých a dvěma památníky důlních neštěstí.